# Шельвів (Володимирський район)
Ше́львів — село в Україні, у Затурцівській сільській громаді Володимирського району Волинської області. Населення становить 580 осіб.

## Географія
Селом протікає річка Луга.

## Історія
Після ліквідації Локачинського району 19 липня 2020 року село увійшло до Володимир-Волинського району.

## Населення
Згідно з переписом УРСР 1989 року чисельність наявного населення села становила 533 особи, з яких 256 чоловіків та 277 жінок.
За даними перепису населення 2001 року у селі проживали 580 осіб.
Рідною мовою назвали:
| Мова       | Кількість осіб | Відсоток |
| ---------- | -------------- | -------- |
| українська | 579            | 99,83 %  |
| російська  | 1              | 0,17 %   |

## Події
20 липня 1987 року селом пронісся жахливий смерч, який зруйнував або пошкодив 94 із 168 будинків. Четверо жителів села загинули.